# Hunayn ibn Ishaq

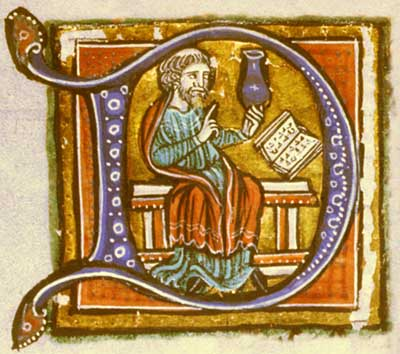
Manuscrito iluminado de Hunayn ibn Ishaq

Hunayn ibn Isḥāq conocido en Occidente por el nombre latinizado Iohannitius (Al-Hirah, Irak; 809-873) fue un escritor, traductor, médico, científico árabe cristiano nestoriano, discípulo del también célebre médico cristiano Ŷibrāʾīl ibn Bahtīshūʿ, le sucedió como director de la Casa de la Sabiduría de Bagdad.

## Biografía
Su padre, de origen árabe, era farmacéutico. Hunayn aprendió de niño árabe y siríaco y luego fue a Bagdad a estudiar medicina con el médico Juan Mesué / Yuhanna ibn Masawayh; pero su carácter preguntón desquició a su maestro, quien lo regañó. Entonces marchó a aprender griego al extranjero (en Alejandría y en territorio bizantino) y al regresar a Bagdad hacia 826 y mostrar su habilidad recitando las obras de Homero y Galeno, Ibn Masawayh se reconcilió con Hunayn, y los dos comenzaron a colaborar. El califa abasí al-Mamún notó los talentos de Hunayn y lo puso a cargo de la Casa de la Sabiduría, el Bayt al-Hikmah, una institución donde las obras griegas se traducían y se ponían a disposición de los estudiosos, aunque Sylvain Gougenheim argumentó que no hay evidencia concreta de ello. El califa también le dio a Hunayn la oportunidad de viajar a Bizancio para buscar manuscritos de Aristóteles y otros autores destacados, y también buscó libros en Siria, alta Mesopotamia y Palestina. Dos de sus hijos, Dāwūd e Ishāq, también fueron médicos y traductores y lo ayudaron en sus trabajos.
Era un hombre muy recto y de severos principios éticos. Al respecto se conoce una anécdota. El califa Jafar al-Mutawakkil le había pedido a cambio de una gran suma de dinero preparar un veneno para que pudiera desembarazarse de uno de sus enemigos. Pero Hunayn rehusó diciéndole:

«Mi ciencia solo trata de sustancias benéficas; por ello no he estudiado otras. Dos cosas me impiden preparar el veneno mortal: mi religión y mi profesión. La primera me enseña que debemos hacer el bien incluso a nuestros enemigos, y con tanta mejor razón a nuestros amigos. En cuanto a mi profesión, ha sido instituida para el más grande beneficio de la humanidad, con el fin exclusivo de curar y de aliviar. Además, como todos los médicos, he jurado no dar a nadie una sustancia mortal».

Como todavía se negaba a obedecer órdenes, el califa intentó doblegarlo con amenazas y conduciéndolo a prisión; pero como no lograba nada de él, al fin lo liberó y lo recompensó incluso por su integridad moral ofreciéndole una gran suma de dinero y nombrándolo médico personal del califa.
Fue el traductor más productivo de tratados médicos y científicos griegos al árabe de su época. Estudió griego y se hizo conocido entre los árabes como el "Jeque de los traductores" o padre de la traductología árabe. Dominaba cuatro idiomas: árabe, siríaco, griego y persa y su método sentó precedente en los traductores posteriores; por ejemplo, se negaba a traducir textos palabra por palabra e intentaba reflejar el sentido completo de los periodos, los párrafos y las obras enteras, exigiendo además correcciones en cada traducción e intentando encontrar los mejores manuscritos. Tradujo 116 obras, incluyendo el Timeo de Platón, la Metafísica de Aristóteles y el Antiguo Testamento, al siríaco y al árabe. Fueron muy divulgadas sus versiones de los tratados médicos de Galeno. Ibn Ishaq también es autor de 36 libros propios, de los cuales 21 eran de tema médico; en esta faceta destacan sus Diez tratados sobre oftalmología.
Su obra maestra es el Kitab adab al-falasifa, del que no se tienen muchos datos, puesto que los manuscritos de la época no contienen información al respecto. Sí se conocen, en cambio, traducciones al castellano, como el Libro de los buenos proverbios.